# 维克拉马辛格阿普拉姆
维克拉马辛格阿普拉姆（Vikramasingapuram），是印度泰米尔纳德邦Tirunelveli县的一个城镇。总人口48101（2001年）。

## 人口
该地2001年总人口48101人，其中男性23801人，女性24300人；0—6岁人口4174人，其中男2156人，女2018人；识字率79.38%，其中男性为85.48%，女性为73.42%。